# ترمز هیدرولیک

عملکرد سیستم ترمز ترمز هیدرولیک.

ترمز هیدرولیک نام دستگاه ترمزی است که با استفاده از روغن ترمز، که معمولا از اتیلن گلیکول ساخته شده است، برای انتقال فشار از سیستم کنترل به سیستم ترمز به کار می‌رود.